# Serrana (São Paulo)
Serrana es un municipio brasileño del estado de São Paulo que forma parte de la Región Metropolitana de Ribeirão Preto (RMRP). Se encuentra a una latitud de 21°12'41"S y una longitud de 47°35'44"O, con una altitud de 568 metros sobre el nivel del mar. Se estima que su población en 2020 era de 45,644 habitantes.
Serrana puede considerarse una ciudad dormitorio, ya que un gran número de sus habitantes trabajan en la vecina Ribeirão Preto, que se encuentra aproximadamente a 20 km de distancia entre la entrada de cada ciudad.

## Salud

### Inauguración del Hospital Estadual de Serrana
El Hospital Estadual de Serrana fue inaugurado el 16 de julio de 2019 y está gestionado por la Fundación de Apoyo a la Enseñanza, Investigación y Asistencia del Hospital de Clínicas de la Facultad de Medicina de Ribeirão Preto de la Universidad de São Paulo. El hospital brinda atención clínica y quirúrgica de mediana complejidad exclusivamente a pacientes del Sistema Único de Salud (SUS) de la región. Su apertura se realizó de manera gradual durante 2019, alcanzando su capacidad plena a finales del mismo año. Ofrece servicios de consultas, internaciones, cirugías y exámenes diagnósticos, y opera como centro de referencia para derivaciones de pacientes de otros servicios de salud de la región. Hasta el 31 de julio de 2019, se habían realizado numerosas consultas, exámenes y cirugías, y el hospital recibió una alta calificación por parte de los pacientes atendidos.

### Proyecto S contra el Covid-19
Serrana fue seleccionada en febrero del 2021 para participar en el Proyecto S, un estudio sin precedentes en el mundo, ideado por el Instituto Butantan con el objetivo de analizar el impacto y la eficacia de la vacunación en la reducción de casos de Covid-19 y en el control de la pandemia.
“O que nós vamos obter de respostas aqui em Serrana vai servir para o mundo inteiro. Serrana vai dar a resposta se a vacinação de fato vai ter um efeito imediato e duradouro sobre a pandemia. Nos próximos meses, o trabalho que vamos realizar aqui é de fundamental importância para a humanidade” destacó Dimas Covas.

"Lo que obtendremos de respuestas aquí en Serrana servirá para todo el mundo. Serrana dará la respuesta de si la vacunación realmente tendrá un efecto inmediato y duradero sobre la pandemia. En los próximos meses, el trabajo que llevaremos a cabo aquí es de fundamental importancia para la humanidad." - Traducción al español.

## Economía
Entre las actividades económicas más destacadas del municipio se encuentran: el cultivo de caña de azúcar, la prestación de servicios, las industrias de maquinaria y equipo agroindustrial, además del comercio.
Debido a su ubicación estratégica dentro del estado y su cercanía a la autopista Anhanguera de Ribeirão Preto, conectada por la autopista Abrão Assed con todo el tramo duplicado, Serrana tiene el potencial de convertirse en un importante polo industrial y logístico en el interior de São Paulo. Sin embargo, actualmente no se observan inversiones ni incentivos públicos para atraer nuevas empresas a la ciudad. El impuesto municipal sobre servicios (ISSQN) cobrado por el ayuntamiento es del 5%, igual al valor de Ribeirão Preto, mientras que en la ciudad vecina de Brodowski el impuesto es del 2%. En Brasil, muchas ciudades ofrecen incentivos fiscales e incluso donación de áreas (parques industriales) como forma de atraer nuevas inversiones. En Serrana, actualmente existen las siguientes empresas:
- Pedra Agroindustrial (planta de azúcar y etanol)
- Pedreira Serrana (minería)
- Interválvulas (válvulas industriales)
- Grupo Bio Soja (sucursal) - En proceso de cambio de ubicación de la sucursal
- Nova União (planta de azúcar y etanol) - En proceso de reestructuración judicial
- Sermag - Serrana Maquinas e Equipamientos (industria de piezas y maquinaria agrícola) - En proceso de reestructuración judicial